# Bertran lo Ros
Bertran lo Ros (fl. XIII secolo) è stato un trovatore occitano del XIII secolo, la cui origine non è definibile e del quale conosciamo solo il nome.
Contemporaneo di Bertran Carbonel de Marseilla, il quale in due sue coblas (Bertran lo Ros, tu yest homs entendens e Bertran lo Ros, yeu t'auch cobla retraire) gli rimprovera la severità critica e il suo gusto eccessivo per le "rimas caras"

## Coblas di Carbonel
Bertran lo Ros, tu yest homs entendens
          Bertran lo Ros, tu yest homs entendens,

          mas repenres en totz locx es folors,

          e si sabes, tu non y est pas doctors

          car m'as repres non pas amigalmens.

          Car s'ieu, parlan ab un de gran valensa

          si·m reprenes qu'ieu no fas per un dos,

          car non gardas luoc ni temps ni sazos;
Bertran lo Ros, yeu t'auch cobla retraire
          Bertran lo Ros, yeu t'auch cobla retraire

          en tant cars rims que huey non es persona

          qu'en lo semblan respost te pogues faire;

          per que tos cors a saber nos'adona?

          No fai valor sel que nus vol sobrar

          cant es armatz, ni deu nulhs comensar,

          segon razo, obra c'a fin no venha;

          per qu'ieu ti prec hueymay ton cors s'en tenha.